# Анатоли
Анатоли (грч. Ανατολή) је насељено место у општини Синтика у периферији Средишња Македонија, Грчка. Према попису из 2021. године било је 99 становника.
Према бугарском географу и историчару, Василу Канчову, у Анатолију је 1900. године живело 400 Турака. Године 1924. турско становништво је принудно исељено у Турску а на њихово место је насељена 31 грчка избегличка породица, укупно 158 становника колико их је било на попису из 1928. године. Село се раније звало Анадолу.